# Hermandad de Santo Domingo (Badajoz)
La Hermandad y Cofradía de Penitencia de Nuestro Padre Jesús del Amparo, Dulce Nombre del Señor, Santísimo Cristo de la Fe y Nuestra Señora de la Piedad, María Santísima del Mayor Dolor, con sede en la Iglesia de Santo Domingo (Padres Paules), es una cofradía de la Semana Santa de Badajoz. Procesiona por las calles de la ciudad el Miércoles Santo, desde su sede canónica hasta realizar estación de penitencia en la Catedral de San Juan Bautista.
El escudo de la Hermandad consiste en tres escudos enmarcados artísticamente y coronados con la corona real. El primer escudo muestra las Letras JHS, el segundo el corazón llameante atravesado por un puñal y el tercero la cruz con el sudario, escalera y lanza.

## Historia

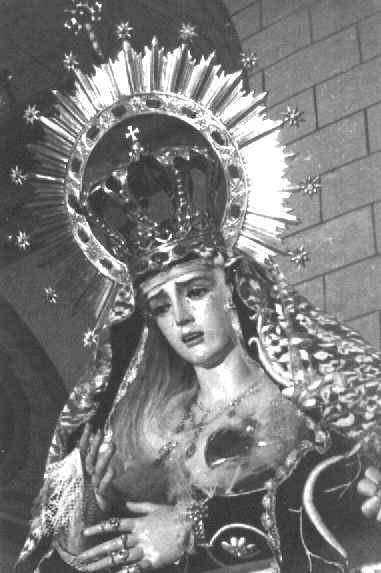
Una de las primeras fotos de la Virgen del Mayor Dolor, vestida a la vieja usanza en la que se aprecia la gran cantidad de joyas que llevaba la virgen.

El motivo por el cual fue fundada fue quitar la mala costumbre de jurar y blasfemar el Santo Nombre de Dios Nuestro Señor. Por este motivo se llamó la Cofradía del Dulcísimo Nombre de Jesús. Durante los siglos XVII y XVIII hay un gran crecimiento de la Hermandad y una adhesión continua de hermanos a la Cofradía. Además, en las primeras décadas de existencia de la Hermandad, hay constancia de un gran número de trajes y ropajes para el titular, el Dulce Nombre del Señor, hecho lógico teniendo en cuenta que el Gremio de Sastres se encargaba de la Cofradía.
Actualmente es la única Hermandad que posee cinco titulares; procesionando cuatro de ellos. La Hermandad, popularmente conocida como "De Santo Domingo" debido a que tiene como sede canónica la Parroquia con el mismo nombre, es una de las más conocidas de Badajoz por diversos motivos como es el caso del Santísimo Cristo de la Fe al que la gente le tiene gran devoción.

## Imágenes titulares
La Hermandad cuenta con cuatro imágenes titulares

### Nuestro Padre Jesús del Amparo
La imagen fue tallada por un autor anónimo a finales del siglo XVII o principios del XVIII. Durante la guerra de la independencia sufrió daños, pero no fueron importantes. Más tarde, alrededor de 1936, en la guerra civil española, sufrió mutilaciones, probablemente en las piernas. Se sabe que el rostro permaneció intacto y que María Santísima del Mayor Dolor fue destruida totalmente. Años más tarde volvería a procesionar gracias a alguna restauración de última hora.
La imagen representa a Jesús nazareno cargando con la cruz sobre su hombro izquierdo y ligeramente inclinado hacia delante dejando caer el peso sobre el pie izquierdo, el pie derecho está ligeramente levantado. La cara originalmente iba girada hacia la izquierda pero en el año 1956 sufre una reforma por parte del imaginero D. Santiago Arolo, que le cambia la posición hacia delante, y años más tarde, se cambió la cabeza para que mirara al frente.

### Santísimo Cristo de la Fe
Se trata de una Imagen de autor anónimo que fue tallada en el siglo XIX, es de un tamaño algo inferior al real pero es una imagen de gran calidad y realismo presentando la huella de la lanzada. Fue donada por D. Luis González Barrientos y Dña. Antonia Cardos Herrera tras la refundación de la Cofradía, su nombre fue añadido más tarde al nombre completo de la Hermandad.
La imagen representa a Jesús crucificado y muerto con la huella de la lanzada, el tamaño es algo inferior al real pero presenta gran calidad y realismo. La cabeza está totalmente vencida hacia la derecha, la boca está entreabierta, los párpados amoratados y algunos chorros de sangre le caen desde la frente.

### Nuestra Señora de la Piedad
La imagen del siglo XVIII representa a la Virgen con el Cristo en su regazo una vez bajado de la Cruz.

### María Santísima del Mayor Dolor
Es una Virgen dolorosa del imaginero sevillano Antonio Castillo Lastrucci realizada el año 1939. Es una Imagen moderna que sustituyó a la anterior del siglo XVII destruida en la Guerra Civil. Posee un extenso patrimonio de gran valor. Procesiona con el manto antes mencionado de terciopelo negro bordado en seda blanca y pedrería con motivos florales y presenta el escudo de la Cofradía en la trasera. Aparte de éste, también posee otro manto procesional de terciopelo azul sin bordar, y de dimensiones superiores al anterior, dicho manto es lucido por la Virgen durante su Besamanos. El día de la Procesión va coronada con una corona de plata dorada, lapislázuli y pedrería, y suele llevar diversas joyas de gran valor.

## La procesión
La hermandad procesiona el Miércoles Santo por las calles de Badajoz. La salida se efectúa desde la parroquia de Santo Domingo a las 20:30h; siendo un momento espectacular el de la salida de su paso de palio debido a la dificultad de sacar este por la puerta, hecho por el cual, los costaleros deben sacarlo de rodillas ayudados de rodilleras, para levantarlo posteriormente a pulso. Esto hace que sea una de las salidas más espectaculares de la ciudad. 
Otro momento de especial interés es ver las imágenes por la calle Vicente Barrantes debido a la estrechez de esta calle. Y otro momento importante es el de la entrada, cuando la imagen de María Santísima del Mayor Dolor gira para volver a su iglesia para que todos puedan verla y se repite el episodio de la salida, cruzando el dintel de la puerta de rodillas de nuevo.